# Orchestra (Architektur)

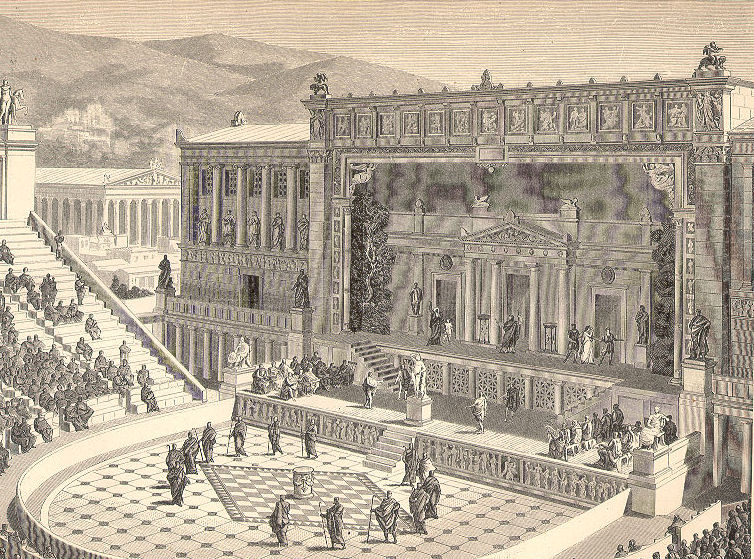
Dionysostheater in Athen mit Orchestra und Dionysos-Altar

Die Orchestra (Aussprache [ɔrˈçɛstra]) ist die griechische Bezeichnung für einen Tanzplatz.

## Beschreibung
Die Orchestra war ursprünglich eine um den Altar des griechischen Gottes Dionysos angelegte Fläche für kultische Tänze und Gesänge. Im klassischen griechischen Theater wurde die Orchestra dann das bestimmende architektonische Element der Arenabühne und die Spielfläche für Chor und Schauspieler. Seit dem 4. Jahrhundert v. Chr. verlor sie ihre zentrale Funktion. Raum auch für andere Unternehmungen scheint die Orchestra schon früher geboten zu haben.
Das Wort Parodoi bezeichnet die beiden Zugänge, die von rechts und links in die Orchestra führten. Die Zugänge benutzte der singende Chor, sodass das Wort Parodos (Singular von Parodoi) zugleich das Einzugslied des Chores bedeutet.

## Zitat
„Sokrates verteidigt sich gegen den Vorwurf, er verbreite bestimmte neue gottlose Lehren, mit dem Hinweis, dass er sich lächerlich gemacht hätte, hätte er als eigene neue Erkenntnisse ausgegeben, „was man für höchstens eine Drachme gelegentlich in der Orchestra kaufen kann“.“